# Per l'Europa dels Pobles
Per l'Europa dels Pobles va ser una coalició electoral nacionalista formada a Espanya per a presentar-se a les Eleccions al Parlament Europeu de 1994. Tenia el seu precedent en les candidatures que, amb noms similars, s'havien presentat a les eleccions de 1987 i 1989.
Els seus integrants eren cinc partits nacionalistes i d'esquerres: Eusko Alkartasuna (EA), Esquerra Republicana de Catalunya (ERC), Tierra Comunera-Partit Nacionalista Castellà (TC-PNC), Acció Catalana (AC), partit novament creat que s'unia a la coalició de la mà d'ERC, i Entesa Nacionalista i Ecologista d'Eivissa (ENEE).
El primer lloc de la llista va ser ocupat per Carlos Garaikoetxea (EA). El segon, que corresponia a ERC, va ser cedit a Max Cahner, d'AC.
La coalició va obtenir un total de 239.339 vots (1,29%), sent la sisena força política, però sense obtenir representació (fou la llista més votada que no va obtenir cap eurodiputat dels 64 en joc). La coalició va obtenir els seus millors resultats a Catalunya (141.285 vots, 5,52% en la comunitat autònoma), Navarra (8.607 vots, 3,74%) i al País Basc (78.418 vots, 8,98%). Els resultats a Castella i Lleó i les Illes Balears no van superar l'1% (0,23 i 0,81% respectivament), resultant insignificants en la resta d'Espanya. Davant els mals resultats, Carlos Garaikoetxea va presentar la dimissió com a president d'Eusko Alkartasuna.

## Integrants
| Partits | Partits                                 |
| ------- | --------------------------------------- |
|         | Eusko Alkartasuna (EA)                  |
|         | Acció Catalana (AC)                     |
|         | Esquerra Republicana de Catalunya (ERC) |
|         | Entesa Nacionalista i Ecologista (ENE)  |
|         | Tierra Comunera-PNC (TC–PNC)            |

## Resultats electorals
| Parlament Europeu |                                            |               |      |        |     |
| Any               | Llista                                     | Vots          | %    | Escons | +/- |
| 1987              | Coalició per l'Europa dels Pobles          | 326,911 (#7)  | 1.70 | 1 / 60 | Nou |
| 1989              | Coalició per l'Europa dels Pobles          | 238.909 (#11) | 1.51 | 1 / 60 | =   |
| 1994              | Per l'Europa dels Pobles                   | 239.339 (#6è) | 1,20 | 0 / 64 | 1   |
| 1999              | Coalició Nacionalista - Europa dels Pobles | 613.968 (#6è) | 2,90 | 2 / 64 | 2   |
| 2004              | Europa dels Pobles                         | 380,709 (#5è) | 2.45 | 1 / 54 | 1   |
| 2009              | Europa dels Pobles                         | 391.962 (#6è) | 2,50 | 1 / 54 | =   |